# ديريك هال (لاعب كريكت)
ديريك هال (21 فبراير 1932 في المملكة المتحدة - 13 مارس 1983 في الولايات المتحدة) (بالإنجليزية: Derek Hall)‏ هو لاعب كريكت بريطاني. لعب مع نادي مقاطعة ديربيشاير للكريكت ‏.